# Авартакян, Аршак Абрамович
Аршак Абрамович Авартакян (арм. Արշակ Ավարտակյան; род. 11 февраля 1972, Ереван, Армянская ССР) — советский и армянский боксёр, призёр X Спартакиады народов СССР (1991), двукратный чемпион Армении (1993, 1994), призёр чемпионата мира (1993). Мастер спорта СССР (1989). Мастер спорта Армении международного класса (1993).

## Биография
Аршак Авартакян родился 11 февраля 1972 года в Ереване. Начал заниматься боксом в возрасте 10 лет под руководством Левона Нохудяна. На рубеже 1980-х и 1990-х годов входил в число ведущих советских боксёров тяжёлого веса. В 1990 году привлекался в состав национальной сборной СССР, стал победителем международных турниров «Golden belt» (Бухарест, Румыния) и «Istvan Dobo» (Эгер, Венгрия). В 1991 году был финалистом Кубка СССР и бронзовым призёром X Спартакиады народов СССР.
После распада СССР представлял на международных соревнованиях Армению. В 1993 году на чемпионате мира в Тампере, победив соперников из Турции и Хорватии, дошёл в полуфинала, где уступил грузинскому боксёру Георгию Канделаки и завоевал бронзовую медаль.
В 1994 году завершил свою спортивную карьеру. В 1994—2010 годах жил в российском городе Тольятти, где занимался предпринимательской деятельностью. В дальнейшем вернулся в Армению. С 2011 года работает тренером по боксу в арабкирской спортивной детско-юношеской школе города Еревана. Среди его учеников призёр Универсиады в Казани (2013), двукратный чемпион Армении (2014, 2017) Генрик Мокоян.